# Лук аорте
Лук аорте (лат. arcus aortae) се наставља на њен усходни део и продужава нисходни делом аорте.

## Особине и грађа
Почетни део аортног лука је проширен (лат. sinus maximus aortae) и на том месту аорта достиже у пречнику и до 33 mm. Проширење се пројектује у нивоу друге ребарне хрскавице са десне стране. Лук је дугачак око 5-6 cm, конвексан надоле. Врх лука достиже ниво доње ивице споја првог ребра и грудне кости. Завршава се аортним сужењем (лат. istmus aortae) у висини леве стране тела 4. грудног пршљена.

## Односи
Преко предње стране лука аорте пролази леви живац вагус (лат. Nervus vagus sinister), поред лука са леве стране такође пролази и леви пречажни живац (лат. Nervus phrenicus). Ова страна лука аорте належе на медијастиналну страну плућне марамице и оставља свој отисак на унутрашњом делу левог плућног крила.
Задња страна аортног лука додирује горњу шупљу вену, а затим преко танког слоја везивног ткива належе на леву страну душника и једњака и потискује их удесно. Задњу страну лука аорте укршта леви повратни гркљански живац (лат. Nervus laringeus recurens sinister), који затим обилази око доње стране лука аорте. Овај живац је грана вагуса која инервише мишиће гркљана..
Између задње стране лука аорте и предње стране рачве душника налази се део срчаног живчаног сплета. 
Доња страна лука је конкавна. Она прелази преко десне плућне артерије (лат. a. pulmonalis dextra). Између аорте и плућне артерије налази се Боталова веза (лигаментум артериозум), то је остатак дуктуса артериозуса, канала који у феталном периоду повезује аорту са плућном артеријом. 
Доња страна лука аорте у свом силазном делу прелази преко леве главне душнице (левог главног бронха) (лат. bronchus principalis sinsiter) и леве плућне артерије.
Испод лука аорте налази се највећи ганглион срчаног живчаног сплета, Вристбергов ганглион.
Горња страна лука аорте је конвексна. Од ње полазе три велике артеријске гране: најпре брахиоцефалично артеријско стабло (лат. Truncus brachiocephalicus), у средини је лева заједничка каротидна артерија (лат. a. carotis comunis sinistra)и удесно лева поткључна артерија.
Сужење аорте (лат. isthmus aortae) је завршни део лука аорте и настаје одмах после искључења леве поткључне артерије. Калибар аорте у овом сужењу је око 20 mm. Код болести коарктација аорте је аорта на овом месту још суженија око 3-5 mm, што омета артеријску циркулацију доњих екстремитета.

## Гране лука аорте
Идући здесна улево од аорте се одвајају 3 велике артерије које снабдевају крвљу главу и горње екстремитете. То су:
- Брахиоцефалично артеријско стабло (лат. Truncus brachiocephalicus) из кога се издваја десна поткључна артерија и десна заједничка каротидна артерија.
- Лева заједничка каротидан артерија.
- Лева поткључна артерија.

Овакав распоред јавља се у око 70% случајева. Некад се може јавити заједничко стабло за две или све три велике гране аорте (у око 23% случајева).

## Поремећаји
- Дуктус артеруозус, када постоји веза између аорте и плућне артерије (лево-десни шант).
- Коарктација аорте је сужење аорте на преласку у нисходни део, постоји јувенилана и адултна форма.
- Дисекција аорте означава цепање зида аорте, услед кога настаје двоструки лумен.
- Анеуризма аорте је проширење аорте услед слабости зида ове артерије.
- Такајаши артеритис је један облик запаљења артерија, који може захватити и аорту.
- Сифилис, полно преносива болест, која у својој трећој фази доводи до проширења (анеуризма) аортног лука.
- Атеросклероза, стварање фиврозно-масних плоча у зидовима крвних судова, које нејчешће сужавају њихов лумен.